# 印江トゥチャ族ミャオ族自治県
印江トゥチャ族ミャオ族自治県（いんこう-トゥチャぞく-ミャオぞく-じちけん）は中華人民共和国貴州省銅仁市に位置する自治県。

## 行政区画
下部に3街道、13鎮、1郷を管轄する。
- 街道
  - 峨嶺街道、竜津街道、中興街道
- 鎮
  - 板渓鎮、沙子坡鎮、天堂鎮、木黄鎮、合水鎮、朗渓鎮、纏渓鎮、洋渓鎮、新寨鎮、杉樹鎮、刀壩鎮、紫薇鎮、楊柳鎮
- 郷
  - 羅場郷

## 特産品
花崗岩、大理石、玉帯石を産する。

## 交通

### 道路
- 高速道路
  - 杭瑞高速道路